# Lara Marti
Lara Katinka Marti (Basilea; 21 de septiembre de 1999) es una futbolista suiza. Juega como centrocampista en el Bayer Leverkusen de la Bundesliga Femenina de Alemania. Es internacional con la selección de Suiza.

## Trayectoria
Marti comenzó a jugar al fútbol en 2008 en el FC Lausen 72 y pasó a la cantera del FC Basel a través en 2014. Tras ser inicialmente parte del equipo sub-19, hizo su debut en la Superliga Femenina en febrero de 2016 a la edad de 16 años. En las siguientes cuatro temporadas disputó 62 partidos de liga, cosechando 9 goles.
Se mudó al club de la Bundesliga alemana Bayer 04 Leverkusen de cara a la temporada 2020-21, debutando en esta liga el 4 de octubre de 2020 en la derrota de local por 0-4 ante el VfL Wolfsburgo.

## Selección nacional
Marti pasó por todas las selecciones juveniles de la Asociación Suiza de Fútbol formando parte de la selección sub-19 que disputó la Eurocopa 2018 Sub-19 en su país, donde hizo tres apariciones y fue eliminada con el equipo tras la fase de grupos.
El 4 de junio de 2019, hizo su debut con la selección absoluta de Suiza en un empate 1-1 contra Serbia.

## Estadísticas

### Clubes
| Club             | País     | Año             |
| ---------------- | -------- | --------------- |
| FC Basel         | Suiza    | 2015 - 2020     |
| Bayer Leverkusen | Alemania | 2020 - presente |